# Neutralisme
Neutralisme beskriver det forhold, at to arter lever op og ned ad hinanden uden at udnytte, genere eller samarbejde med hinanden.
Ordet må ikke forveksles med neutralitet, som er et statsretligt begreb.
| Naturvidenskab | Spire Denne naturvidenskabsartikel er en spire som bør udbygges. Du er velkommen til at hjælpe Wikipedia ved at udvide den. |